# Сонет из кинофильма «Любовью за любовь»
«Сонет из кинофильма „Любовью за любовь“» — сингл Аллы Пугачёвой, выпущенный в СССР фирмой «Мелодия» в 1984 году. Издавался также в моноверсии в формате гибкой пластинки.
Заглавная композиция написана композитором Тихоном Хренниковым на сонет 40 Уильяма Шекспира (в переводе С. Я. Маршака) для кинофильма «Любовью за любовь». Это вторая песня на стихи Шекспира в творчестве Аллы Пугачёвой после хорошо известного «Сонета», исполненного в фильме «Женщина, которая поёт» и вошедшего в альбом «Зеркало души» (1978). Песня стала единственным примером сотрудничества певицы с Тихоном Хренниковым, бессменным главой Союза композиторов СССР (то есть фактическим руководителем всей советской музыки) который нечасто обращался к эстрадному песенному жанру. Музыкальный фильм «Любовью за любовь» снимался по мотивам шекспировской комедии «Много шума из ничего», а в качестве основных музыкальных тем к фильму послужила музыка из одноимённого балета Тихона Хренникова, созданного в 1976 году.
Большой популярности достигла песня Виктора Резникова, разместившаяся на оборотной стороне миньона — «Бумажный змей». Выдержанная в ритмах диско и богато аранжированная в стиле фанк, песня стала одним из главных танцевальных хитов 1984 года.
Годом позже «Сонет» вошёл в альбом «Ах, как хочется жить»; песня «Бумажный змей» вошла лишь в магнитофонную версию этого альбома и официально была переиздана в альбоме лишь только в 1996 году на одном из тринадцати компакт-дисков «Коллекции».
Известны две кавер-версии песни «Бумажный змей». В 1997 году для трибьюта «Сюрприз от Аллы Пугачёвой» песню записал Дмитрий Маликов, а в 2009 году на концерте в честь 60-летнего юбилея певицы её исполнил Леонид Агутин.

## Список композиций
| №                   | Название                                    | Текст песни                            | Музыка              | Аккомпанемент                                                    | Длительность |
| ------------------- | ------------------------------------------- | -------------------------------------- | ------------------- | ---------------------------------------------------------------- | ------------ |

Оформление гибкой пластинки

| 1.                  | «Сонет» (из кинофильма «Любовью за любовь») | Уильям Шекспир Самуил Маршак (перевод) | Тихон Хренников     | Инструментальный ансамбль «Рецитал», руководитель Александр Юдов | 4:05         |
| Общая длительность: | Общая длительность:                         | Общая длительность:                    | Общая длительность: | Общая длительность:                                              | 4:05         |

| №                   | Название            | Текст песни         | Музыка              | Аккомпанемент                                               | Длительность |
| ------------------- | ------------------- | ------------------- | ------------------- | ----------------------------------------------------------- | ------------ |
| 1.                  | «Бумажный змей»     | Виктор Резников     | Виктор Резников     | Инструментальный ансамбль под управлением Владимира Густова | 5:48         |
| Общая длительность: | Общая длительность: | Общая длительность: | Общая длительность: | Общая длительность:                                         | 5:48         |

## Участники записи
- Инструментальный ансамбль «Рецитал», руководитель Александр Юдов
- Инструментальный ансамбль под управлением Владимира Густова

Звукорежиссёры: В. Бабушкин, С. Теплов.